# Rebaixadora

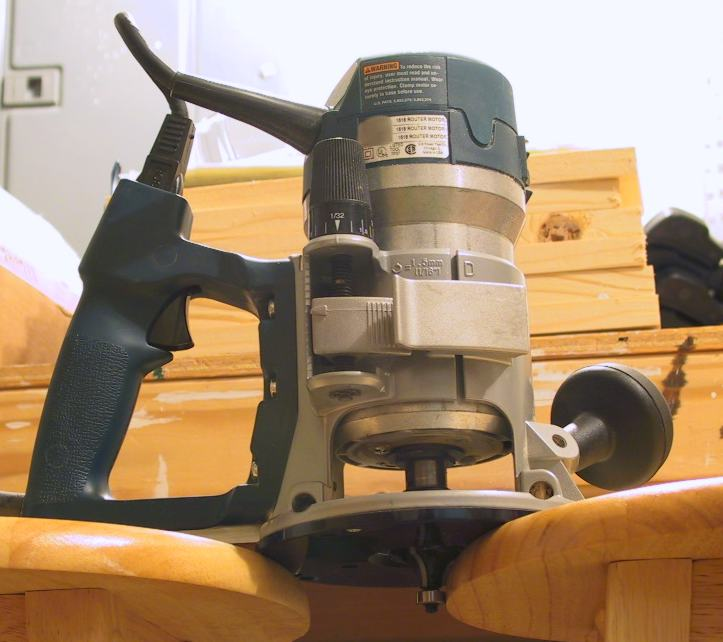
A "D-handle" fixed-base router.

La màquina rebaixadora  o  router  és una eina de fusteria usada per desbastar, tallar o buidar una àrea del front d'una peça de fusta.
Va ser una eina usada especialment en la professió de patronista i per a fabricar una escala de mà. Consistia en un ribot de fusta amb una base àmplia i la fulla estreta. Des dels anys 1960 va ser gradualment reemplaçada pel modern router elèctric, el qual va ser dissenyat per la mateixa feina i que va aparèixer pocs anys després de la Primera Guerra Mundial.